# Liste der Naturdenkmale in Neckarbischofsheim
| Naturdenkmale | Anzahl |
| ------------- | ------ |
| FND           | 0      |
| END           | 4      |
| Gesamt        | 4      |

Die Liste der Naturdenkmale in Neckarbischofsheim nennt die verordneten Naturdenkmale (ND) der im baden-württembergischen Rhein-Neckar-Kreis liegenden Stadt Neckarbischofsheim. In Neckarbischofsheim gibt es insgesamt vier als Naturdenkmal geschützte Objekte, keines ist ein flächenhaftes Naturdenkmal (FND), alle sind Einzelgebilde-Naturdenkmale (END).
Stand: 1. November 2016.

## Einzelgebilde (END)
| Name                                 | Bild | Kennung     | Einzelheiten       | Position | Fläche Hektar | Datum         |
| ------------------------------------ | ---- | ----------- | ------------------ | -------- | ------------- | ------------- |
| Rotbuche im Wald bei Helmhof         | BW   | 82260550003 | Neckarbischofsheim | ⊙        | 0,0           | 26. Feb. 2004 |
| Weißtanne am Waldrand bei Helmhof    | BW   | 82260550001 | Neckarbischofsheim | ⊙        | 0,0           | 26. Feb. 2004 |
| Winterlinde neben Apotheke           | BW   | 82260550005 | Neckarbischofsheim | ⊙        | 0,0           | 26. Feb. 2004 |
| 2 Roßkastanien gegenüber Pulvermühle | BW   | 82260550006 | Neckarbischofsheim | ⊙        | 0,0           | 26. Feb. 2004 |
| Legende für Naturdenkmal             |      |             |                    |          |               |               |